# Nyamuragira
Il monte Nyamuragira (anche conosciuto come Nyamulagira) è un vulcano a scudo africano situato nella Repubblica Democratica del Congo (ex Zaire), a poca distanza dal confine con il Ruanda.
Il vulcano fa parte della catena dei Monti Virunga, che si allunga sul lato occidentale della Rift Valley. La sua sommità si eleva fino a 3.058 metri e sorge a poca distanza da quello di un altro importante vulcano della zona, il Nyiragongo, e a circa 25 chilometri dalle coste del lago Kivu.
Il Nyamuragira è uno fra i più attivi vulcani africani, con eventi eruttivi che hanno luogo mediamente ogni due anni. Spesso il vulcano manifesta attività eruttiva da fessure laterali, con abbondanti emissioni di lave basaltiche ad alto contenuto di potassio, che possono in alcuni casi coprire grandi distanze; durante alcuni eventi eruttivi all'interno della caldera può formarsi un lago di lava, analogamente a quanto succede nel vulcano gemello Nyiragongo. L'ultima importante attività eruttiva del Nyamuragira è cominciata nel 2018.